# Концерт для фортепиано с оркестром № 2 (Бетховен)
Концерт для фортепиано с оркестром № 2 Си-бемоль мажор, соч. 19, был написан Бетховеном между 1787 и 1789 годами. Опубликован концерт был только в 1801 году.

## Исполнения
Первое исполнение концерта состоялось 29 марта 1795 года в Вене. Солистом был сам Бетховен. Это было первое выступление Бетховена перед публикой (до этого он выступал лишь в частных салонах).

## Строение концерта
В концерте три части:
- I. Allegro con brio
- II. Adagio
- III. Rondo. Molto allegro